# The Dark Ride
The Dark Ride è il nono album della band power metal Helloween, pubblicato nel 2000. Prodotto da Roy Z (già produttore e chitarrista di alcuni album di Bruce Dickinson) e Charlie Bauerfeind (che aveva già lavorato con Angra, Blind Guardian e Gamma Ray), è anche l'ultimo album realizzato con Roland Grapow alla chitarra e Uli Kusch alla batteria: entrambi verranno infatti licenziati alla fine del tour promozionale dell'album, e assieme formeranno i Masterplan.
Dall'album furono estratti due singoli: If I Could Fly e Mr. Torture.

## Tracce
1. Beyond the Portal - 0:45 - (Deris)
2. Mr. Torture - 3:28 - (Kusch)
3. All over the Nations - 4:55 - (Weikath)
4. Escalation 666 - 4:24 - (Grapow)
5. Mirror Mirror - 3:55 - (Deris)
6. If I Could Fly - 4:09 - (Deris)
7. Salvation - 5:43 - (Weikath)
8. The Departed (Sun Is Going Down) - 4:37 - (Kusch)
9. I Live for Your Pain - 3:59 - (Deris)
10. We Damn the Night - 4:07 - (Deris)
11. Immortal (Stars) - 4:04 - (Deris)
12. The Dark Ride - 8:52 - (Grapow)

## Formazione
- Andi Deris - voce
- Roland Grapow - chitarra
- Michael Weikath - chitarra
- Markus Großkopf - basso
- Uli Kusch - batteria